# Поклонногорский путепровод
Поклонного́рский путепрово́д — путепровод в Выборгском и Приморском районах Санкт-Петербурга. Переброшен через Выборгскую железнодорожную линию, соединяет Поклонногорскую и Вербную улицы.
Строительство путепровода началось в сентябре 2013 года, для чего был закрыт переезд в створе Поклонногорской улицы. Однако через несколько месяцев строительство остановилось: сначала возникли проблемы с собственниками земельных участков, а затем финансовые проблемы возникли у подрядчика строительства. Возобновилось строительство только в 2016 году.
Путепровод был торжественно открыт 29 декабря 2017 года, однако доделки шли и после этой даты, а летом 2018 года на путепроводе был заново переложен асфальт. Тогда же Вербная улица была продлена от Афонской улицы до путепровода.
19 ноября 2018 года путепроводу официально присвоено название Поклонногорский.